# 蔡頭

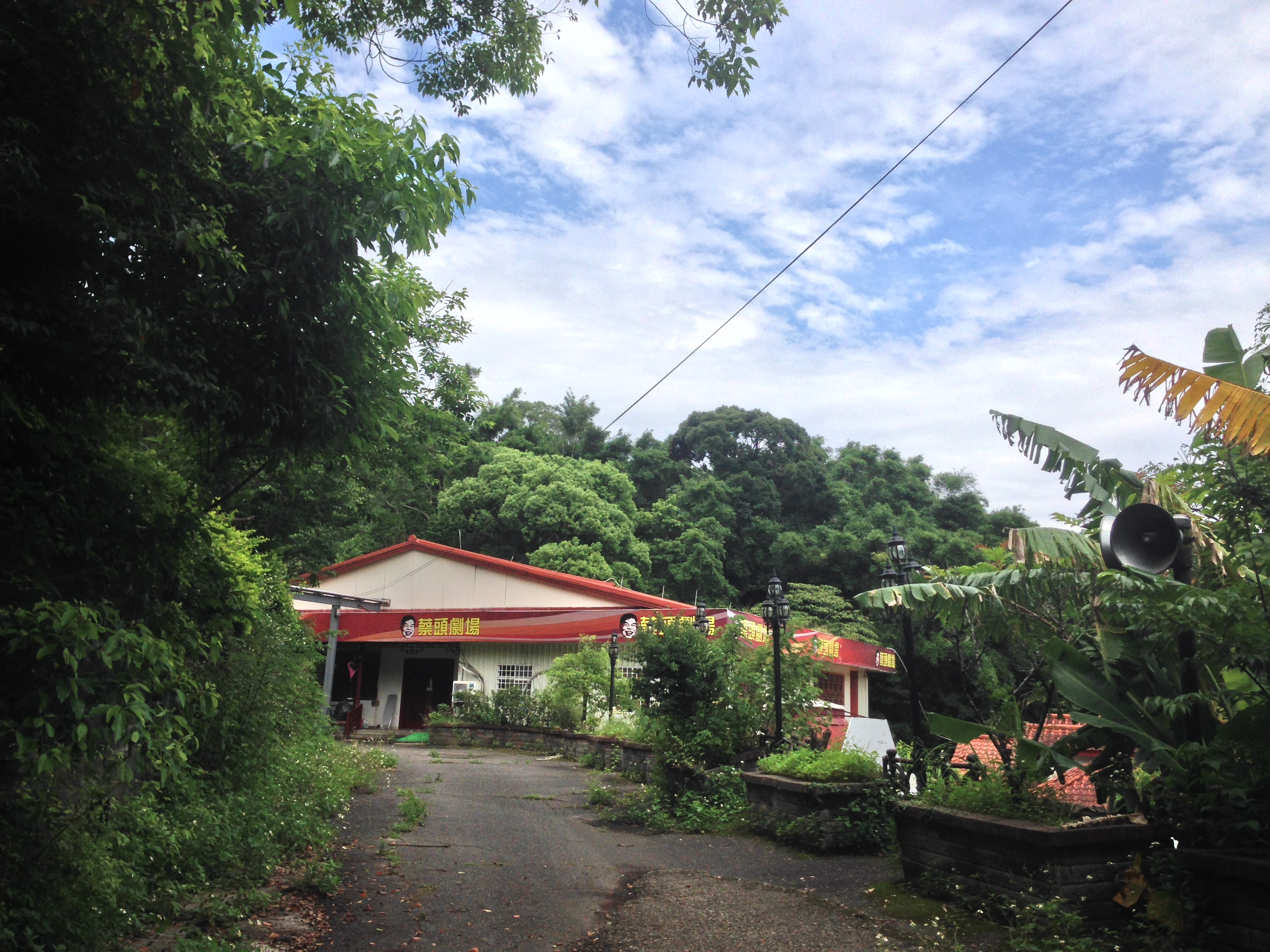
已歇業的蛋之藝博物館蔡頭劇場

蔡頭（1950年5月1日—2021年12月31日），本名蔡斯文，台灣男藝人。

## 生平
蔡頭早期曾是巨登育樂製作出品的錄影秀《豬哥亮俱樂部》第一代主持人，是紅極一時的秀場天王；也曾與澎恰恰、白冰冰共同主持華視綜藝節目《連環泡》。1995年蔡頭創辦紅頂藝人，是台灣第一個藉由藝人反串而組成的藝術表演團體；但在1999年921大地震後，由於表演場館倒塌，事業開始走下坡，導致蔡頭罹患憂鬱症。之後，蔡頭便很少接通告，將紅頂藝人交給學生經營。
2017年9月，媒體報導，原先在蔡頭因與旗下「紅頂藝人歌舞團」擔任燈光師兼外場經理的楊姓前員工發生肢體衝突，法院審理後依《中華民國刑法》傷害罪及公然侮辱罪，分別判處蔡拘役10日及罰金新台幣5千元。
2022年1月26日，蘋果新聞網報道蔡頭於2021年11月29日肝癌末期住進衛生福利部雙和醫院治療、當年12月31日病逝之消息，但各媒體向其聯繫之經紀人求證但仍無法證實。翌日，蔡頭生前所屬之經紀公司將影娛樂發佈聲明，經蔡頭家屬證實其已於2021年12月31日因肝癌末期在雙和醫院病逝，享壽71歲，家屬不主動公布死訊、亦不透露安葬地點。

## 主持作品

### 電視節目
- 華視 《連環泡》（與澎恰恰、白冰冰主持）
- 華視 《歡喜來逗陣》（與白冰冰主持）
- 飛梭綜藝台 《性不性由你》（與朱慧珍主持）
- 台視 《熱鬧滾滾》（與方芳、鄒美儀、董至成主持）
- 台視 《王牌登場》（與方芳搭檔演出短劇）
- 台視 《醜人俱樂部》（與許效舜、吳宗憲主持）

## 演出作品

### 電影
- 1986年 《七小福》
- 1989年 《0099大發財》
- 1993年 《十八》
- 2014年 《鐵獅玉玲瓏》

### 電視劇
- 1987年 台視《俏妞行大運》飾演衛理斯
- 1988年 台視楊麗花歌仔戲《紅樓夢》  飾演菜脯
- 1980年代 敖幼祥四格漫畫改編劇《烏龍院》飾演蔡頭（捕快）

## 外部連結
- 蔡頭的Facebook專頁